# Скрученно удлинённый пятискатный бикупол
Скру́ченно удлинённый пятиска́тный бику́пол — один из многогранников Джонсона (J46, по Залгаллеру — М6+А10+М6).
Составлен из 42 граней: 30 правильных треугольников, 10 квадратов и 2 правильных пятиугольников. Каждая пятиугольная грань окружена пятью квадратными; каждая квадратная грань окружена пятиугольной и тремя треугольными; среди треугольных граней 10 окружены двумя квадратными и треугольной, 10 — квадратной и двумя треугольными, 10 — тремя треугольными.
Имеет 70 рёбер одинаковой длины. 10 рёбер располагаются между пятиугольной и квадратной гранями, 30 рёбер — между квадратной и треугольной, остальные 30 — между двумя треугольными.
У скрученно удлинённого пятискатного бикупола 30 вершин. В 10 вершинах сходятся пятиугольная, две квадратных и треугольная грани; в остальных 20 — квадратная и четыре треугольных.
Скрученно удлинённый пятискатный бикупол можно получить из двух пятискатных куполов (J5) и правильной десятиугольной антипризмы, все рёбра у которой равны, — приложив десятиугольные грани куполов к основаниям антипризмы.
Это один из пяти хиральных многогранников Джонсона (наряду с J44, J45, J47 и J48), существующих в двух разных зеркально-симметричных (энантиоморфных) вариантах — «правом» и «левом».

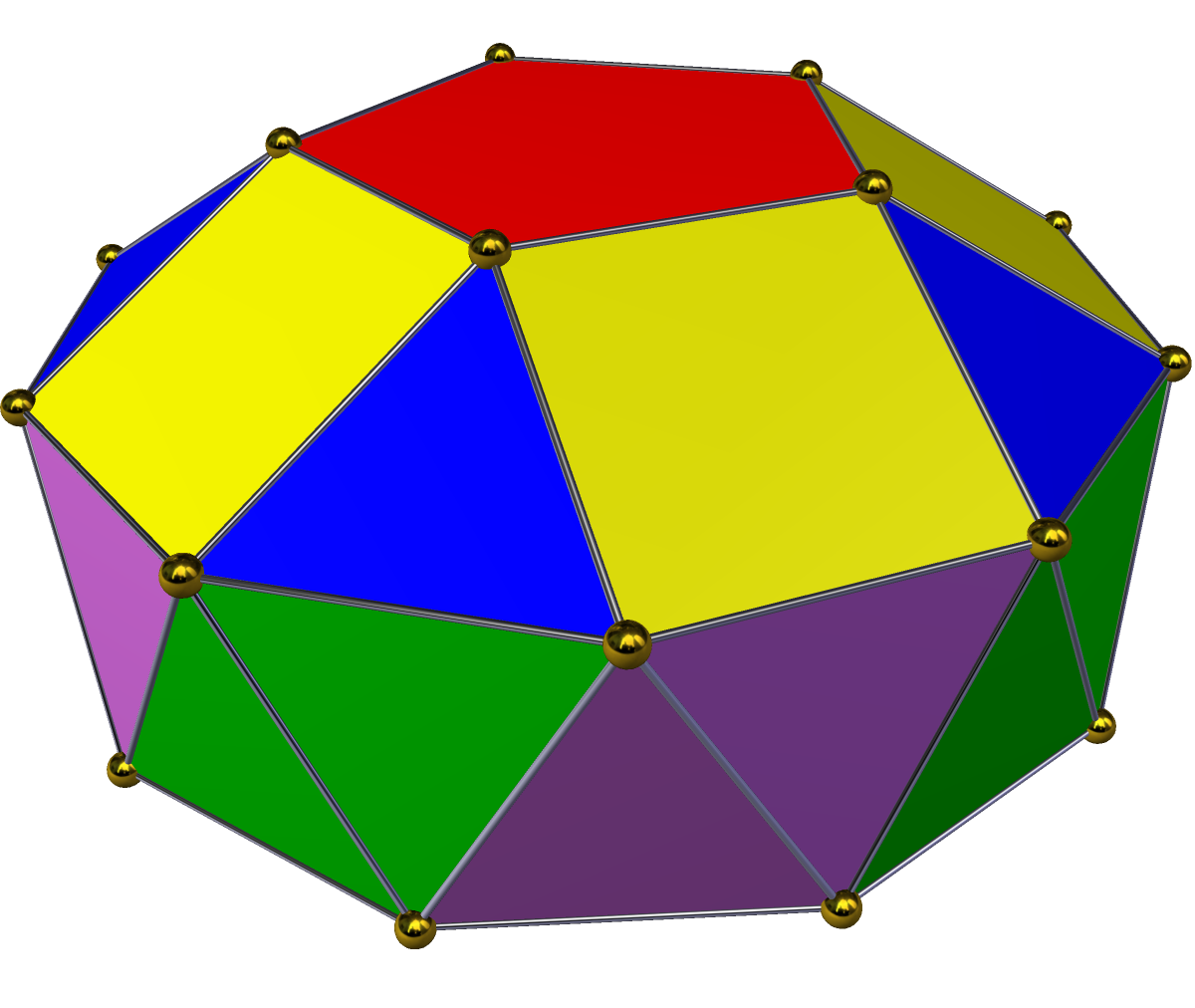
«Правый» вариант
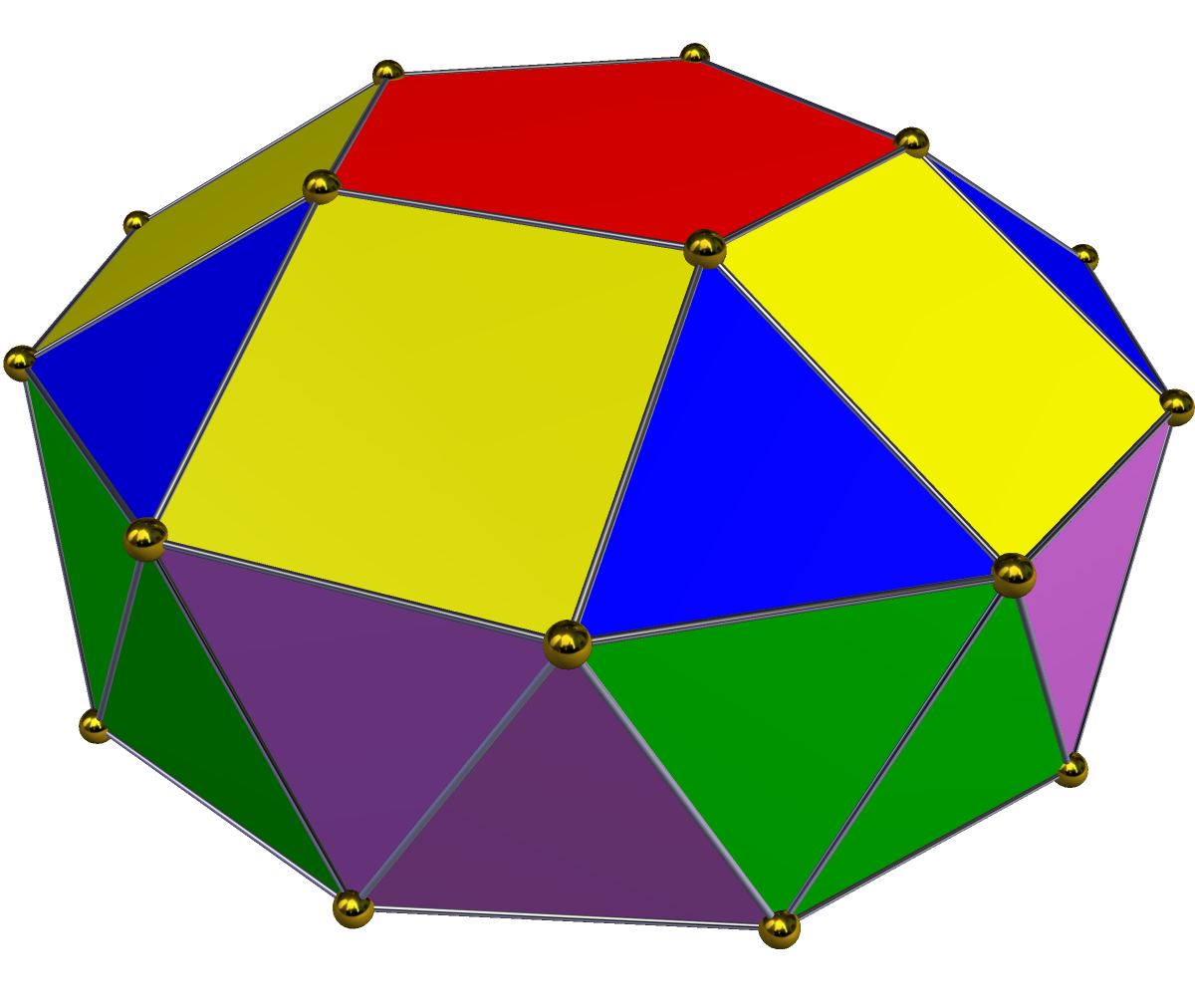
«Левый» вариант

## Метрические характеристики
Если cкрученно удлинённый пятискатный бикупол имеет ребро длины {\displaystyle a}, его площадь поверхности и объём выражаются как
{\displaystyle S={\frac {1}{2}}\left(20+15{\sqrt {3}}+{\sqrt {25+10{\sqrt {5}}}}\right)a^{2}\approx 26{,}4313359a^{2},}
{\displaystyle V={\frac {1}{3}}\left(5+4{\sqrt {5}}+5{\sqrt {{\frac {1}{2}}\left({\sqrt {650+290{\sqrt {5}}}}-{\sqrt {5}}-1\right)}}\;\right)a^{3}\approx 11{,}3973785a^{3}.}